# Geografia de São Tomé e Príncipe

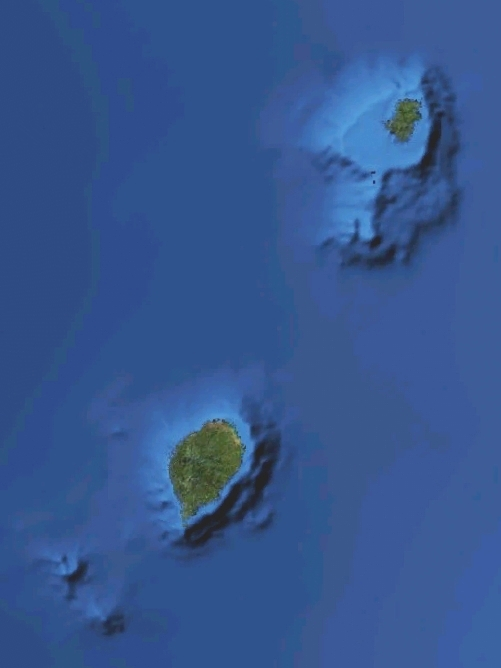
Vista de satélite de STP, com o fundo do mar

O arquipélago de São Tomé e Príncipe fica situado a cerca de 300 km da costa Ocidental de África, tendo uma área total de 1001 km2, correspondendo 859 km2 à ilha de São Tomé e 142 km2 à ilha do Príncipe.
Todo o arquipélago assenta no rifte da linha vulcânica dos Camarões.
Junto ao extremo sul de São Tomé fica o Ilhéu das Rolas onde há um marco indicando o local da passagem da linha do Equador.

## Pontos extremos
- Norte: ?, Ilha do Príncipe
- Sul: Ilhéu das Rolas
- Este: ?, Ilha do Príncipe
- Oeste: ?, Ilha de São Tomé
- Altitude máxima: Pico de São Tomé, 2.024 m
- Altitude mínima: Golfo da Guiné, 0 m

## Biodiversidade
A biodiversidade de São Tomé e Princípe é muito rica, com elevadas taxas de endemismos nas duas ilhas:
- Príncipe: 8% da flora e 100% dos anfíbios são endémicos;
- São Tomé: 14% da flora e 100% dos anfíbios são endémicos.

## Áreas Protegidas
A rede de áreas protegidas de São Tomé e Príncipe é composta por:
- Parque Natural Ôbo - criado em 2006;
- Parque Natural do Príncipe (Reserva da Biosfera da Ilha do Príncipe desde 2012)
- Reserva Natural das Ilhas Tinhosas
- Reserva Natural das Rolas

## Geologia
A Ilha de São Tomé é composta por rochas vulcânicas que representam quatro grandes unidades vulcânicas:
- Complexo Vulcânico de São Tomé;
- Complexos Fonolíticos Basálticos, que incluem o Complexo Vulcânico de Ribeira Afonso e o Complexo Vulcânico de Mizambú;
- Formação Vulcânica do Ilhéu das Cabras.